# Romantic Flamingos
Die Romantic Flamingos war eine deutsche Schlagerband, welche um 1988 als Die Flamingos gegründet wurde. Die Band war nach 1994 nicht mehr nachweislich aktiv .

## Bandgeschichte
Nach der Gründung um 1988 benannten sich die Romantic Flamingos mehrfach um:
Um 1989: Umbenennung in Romantic Flamingos
Um 1991: Umbenennung in Nanno & Die Romantic Flamingos
Die Band veröffentlichte insgesamt 31 Alben mit 40 Tonträgern.

## Mitglieder
| Name            | Besetzung |
| --------------- | --------- |
| Nanno-Jan Boyko | Gesang    |

## Veröffentlichungen
| Album                                                             | Erscheinungsjahr | Anzahl der Tonträger |
| ----------------------------------------------------------------- | ---------------- | -------------------- |
| Du Bist Mein Erster Gedanke - Die Schönsten Romantischen Schlager | 1989             | 1                    |

| Singles/Eps                                   | Erscheinungsjahr | Anzahl der Tonträger |
| --------------------------------------------- | ---------------- | -------------------- |
| "Ciao, Ciao Romina"                           | 1989             | 1                    |
| "Du Bist Mein Erster Gedanke"                 | 1989             | 1                    |
| "Hasta Mañana"                                | 1989             | 2                    |
| "(Dich Erkenn' Ich...) Mit Verbundenen Augen" | 1990             | 2                    |
| "Hey Bonjour (Süße Mademoiselle)"             | 1991             | 1                    |

| Compilation & Best-of                                             | Erscheinungsjahr | Anzahl der Tonträger |
| ----------------------------------------------------------------- | ---------------- | -------------------- |
| Du Bist Mein Erster Gedanke - Die Schönsten Romantischen Schlager | 1989             | 1                    |

| Sampler                                                        | Erscheinungsjahr | Anzahl der Tonträger |
| -------------------------------------------------------------- | ---------------- | -------------------- |
| 1000 Und 1 Nacht                                               | 1994             | 1                    |
| Club Top 13 - Top Hit-Parade - Die Deutschen Spitzenstars 5/91 | 1991             | 1                    |
| Club Top 13 - Top Hit-Parade - Die Deutschen Spitzenstars 6/90 | 1990             | 1                    |
| Die Deutsche Schlager Parade                                   | 1989             | 1                    |
| Die Deutsche Schlagerparade 1/90                               | 1989             | 2                    |
| Die Deutsche Schlagerparade 3/90                               | 1990             | 2                    |
| Die Deutsche Schlagerparade                                    | 1989             | 1                    |
| Deutsche Superschlager - Das Musikalische Bonbon               | 1990             | 1                    |
| Dino's Deutsche Hitparade                                      | 1990             | 2                    |
| Du Bist Mein Erster Gedanke                                    | /                | 1                    |
| EMI Hot-Shots Nr. 6                                            | 1989             | 1                    |
| Gefühle - Die Schönsten Romantischen Schlager 19               | /                | 1                    |
| Hitparade Der Deutschen Spitzenstars 5/91                      | 1991             | 1                    |
| Die Hits Aus "Musik Revue"                                     | 1990             | 1                    |
| Hits Der Saison 1/91                                           | 1990             | 2                    |
| Hits Der Saison 1/92                                           | 1992             | 1                    |
| Hits Der Saison 3/89                                           | 1989             | 1                    |
| Hits Der Saison 3/90                                           | 1990             | 1                    |
| Hits Der Saison 4/90                                           | 1990             | 2                    |
| Schlager Box - Folge 7                                         | 1990             | 1                    |
| Schlager Festival 1989 Volume 2                                | 1989             | 1                    |
| Schlager-Box - Folge 5                                         | 1989             | 1                    |
| Schlager-Box - Folge 6                                         | 1990             | 1                    |
| Die Schlagerpyramide Vol. 1 (12 Superschlager)                 | 1991             | 1                    |